# فرانسیسکو سیرالتا
فرانسیسکو سیرالتا (انگلیسی: Francisco Sierralta؛ زادهٔ ۶ مهٔ ۱۹۹۷) بازیکن فوتبال اهل شیلی است که در پست مدافع میانی یا هافبک دفاعی بازی می‌کند.
وی همچنین در تیم‌های ملی فوتبال زیر ۲۰ سال شیلی و شیلی بازی کرده‌است.